# Bobartia lilacina
Bobartia lilacina är en irisväxtart som beskrevs av Gwendoline Joyce Lewis. Bobartia lilacina ingår i släktet Bobartia och familjen irisväxter. Inga underarter finns listade i Catalogue of Life.